# Bertrand Roth

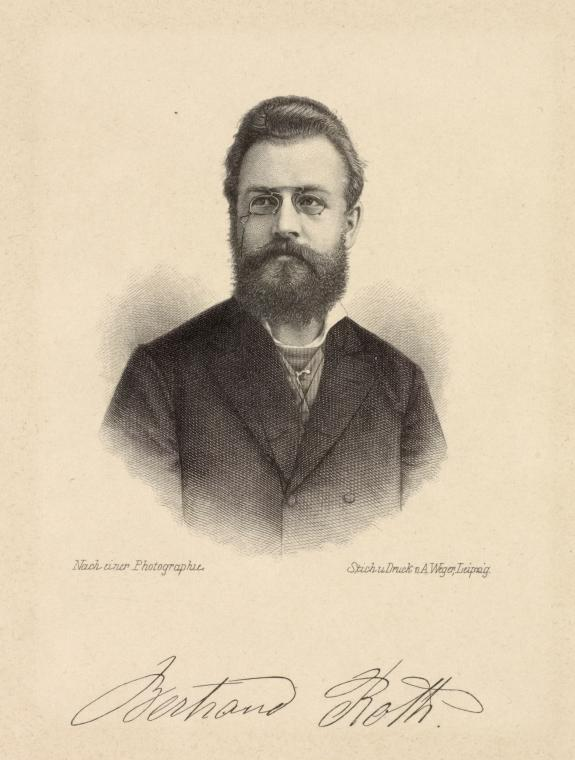
Bertrand Roth (1880er)

Bertrand Roth (* 12. Februar 1855 in Degersheim, Kanton St. Gallen; † 24. Januar 1938 in Bern) war ein schweizerischer Komponist und Pianist.

## Leben
Der aus dem toggenburgischen Ort Degersheim gebürtige Bertrand Roth übersiedelte 1858 mit seiner Familie nach Plauen, nachdem sein Vater, ein Stickereizeichner, den Auftrag erhalten hatte, dort die erste Stickereifabrik in Deutschland einzurichten. Nach dem Besuch des Gymnasiums, begann er ein Philosophiestudium, bevor er sich der Musik zuwandte und sich am Leipziger Konservatorium einschrieb. 1877 wechselte Betrand Roth als Schüler von Franz Liszt nach Weimar und begleitete ihn auf zwei Reisen nach Pest und Rom.

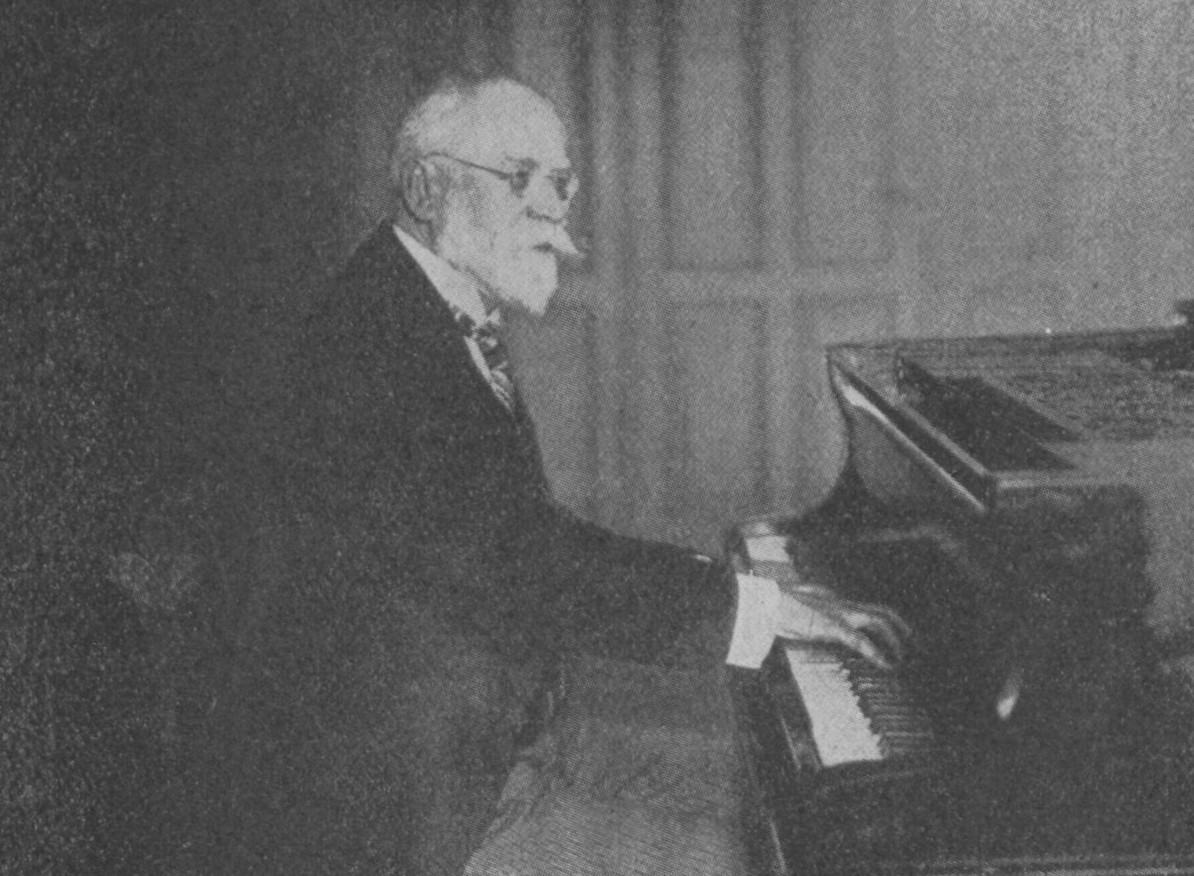
Bertrand Roth, um 1928

1879 trat Bertrand Roth erstmals als Solist beim „Allgemeinen Deutschen Musikfest“ in Wiesbaden auf. 1880 wurde er als Klavierlehrer an das Hoch’sche Konservatorium in Frankfurt am Main berufen. Dort gehörte er zu den Gründern des Raff’schen Konservatoriums und fungierte als dessen Mitdirektor. Roth, der in den folgenden Jahren in vielen Städten Deutschlands, Italiens und immer wieder in der Schweiz konzertierte, ging 1884 als Klaviervirtuose, Pädagoge und Komponist nach Dresden. Am Dresdner „Königlichen Konservatorium“ gab er seit 1885 Klavierunterricht als Spezialfach. Zu den von ihm unterrichteten Schülern, die für ihre Leistungen als Klavierspieler ein „Preiszeugnis“ erhielten, gehörte Georg Pittrich. In Dresden veranstaltete Roth von 1901 bis 1930 im „Musiksalon Bertrand Roth“ rund 300 Sonntagsmatineen mit Werken zeitgenössischer Komponisten. 1903 wurde der zum Königlichen Professor ernannt.
Bertrand Roth wurde zu seinem 75. Geburtstag 1925 in Plauen eine Straße gewidmet, die Bertrand-Roth-Straße in 08525 Plauen.
Das kompositorische Werk Bertrand Roths umfasst unter anderem Lieder, Klavier- und Streichmusik.
Der Nachlass von Bertrand Roth wird in der Sächsischen Landesbibliothek – Staats- und Universitätsbibliothek Dresden aufbewahrt.